# Pascal Janovjak
Pascal Janovjak est un écrivain franco-suisse né à Bâle en 1975 de mère française et de père slovaque. Scolarisé au collège René Schickelé puis au lycée Jean Mermoz de Saint-Louis, il étudie l'histoire de l'art et les lettres à Strasbourg et travaille ensuite à l'étranger, notamment en Jordanie, au Liban et au Bangladesh, en tant qu'enseignant et directeur de centre culturel. Il s'installe dans les années 2005 à Ramallah en Palestine où il rédige le roman L'Invisible, réécriture de L'Homme invisible de H. G. Wells. Il publie en novembre 2011 À toi avec Kim Thúy. En 2020, son roman Le Zoo de Rome reçoit le Prix suisse de littérature, le Prix des auditeurs de la RTS et le Prix Michel-Dentan.

## Œuvres
- Coléoptères, éditions Samizdat, Genève, 2007[2]
- L'Invisible, éd. Buchet Chastel, Paris, 2009[3], traduit en slovaque sous le titre Neviditeľný, éditions PostScriptum, 2011[4].
- À toi, éditions Liana Levi, Paris, 2011[5], traduit en serbe[6] et en roumain[7]. Publication originale : éditions Librex, Montréal, 2011[8]. Edition de poche parue dans la collection « 10 sur 10 », éditions Librex, Montréal, 2014[9].
- Le Zoo de Rome, Actes Sud, 2019. Édition poche chez Babel (Actes Sud) en janvier 2024.
- Le Voyage du Salem, Actes Sud, 2024.